# 夢みるアドレセンスぐんぐんバラエティ!「YUMETV!」
『夢みるアドレセンスぐんぐんバラエティ!「YUMETV!」』（ゆめみるアドレセンス ぐんぐんバラエティ ゆめティービー）は、2015年10月7日から2016年8月24日までKawaiian TVで放送されていたバラエティ番組。女性アイドルグループ・夢みるアドレセンスの冠番組。

## 概要
夢みるアドレセンスのメンバーが各自スキルアップを目指し、自分自身で決めた課題を生放送で披露する番組。
志田友美は手料理、小林れいはけん玉、京佳はバルーンアートに挑戦する事が多い。
ニコニコチャンネル「Kawaiian TV for ニコニコ」でも生放送されており、コメント機能も利用可能となっていた。
また、Twitterのハッシュタグ「#カワアド」で出演メンバーにリアルタイムでメッセージを送る事が可能だった。

## 出演者
- 夢みるアドレセンス(5名全員で出演する事が多いが、スケジュールの都合などで欠席するメンバーがいる回もあった)
  - 荻野可鈴
  - 山田朱莉
  - 志田友美
  - 小林れい
  - 京佳

## 〜夢アド可鈴の深掘り情報番組!?〜 YUMEステーション
「YUMETV!」番組終了後、『〜夢アド可鈴の深掘り情報番組!?〜 YUMEステーション』が2016年9月7日から放送開始。夢みるアドレセンスからは荻野可鈴のみが引き続き出演。
他の夢アドメンバーに代わり、芸人のケンドーコバヤシ、相席スタートが出演。

## 放送日程
○ - ミッション成功、× - ミッション失敗、△ - 保留 、◎ - ミッション成功(正式の認定試験)

### 2015年
志田友美はすべて料理、小林れいはすべてけん玉、京佳は第3回からバルーンアート。
| 回 | 放送日   | ミッション     | ミッション     | ミッション      | ミッション     | ミッション          | ミッション     | ミッション     | ミッション     | ミッション      | ミッション     | 備考 |
| 回 | 放送日   | 荻野可鈴       | 荻野可鈴       | 山田朱莉        | 山田朱莉       | 志田友美            | 志田友美       | 小林れい       | 小林れい       | 京佳            | 京佳           | 備考 |
| -- | -------- | -------------- | -------------- | --------------- | -------------- | ------------------- | -------------- | -------------- | -------------- | --------------- | -------------- | ---- |
| 1  | 10月7日  | ミッションなし | ミッションなし | ミッションなし  | ミッションなし | ミッションなし      | ミッションなし | ミッションなし | ミッションなし | ミッションなし  | ミッションなし |      |
| 2  | 10月21日 | カードマジック | ○              | 折鶴 ギネス記録 | ×              | キャベツ 千切り     | ○              | とめけん       | ○              | 英検4級 問題    | ○              |      |
| 3  | 11月4日  | 欠席           | 欠席           | 英検4級 問題    | ×              | りんごの皮 一本剥き | ×              | 飛行機         | ○              | プードル うさぎ | ○              |      |
| 4  | 11月18日 | 目のリレー     | ×              | 早似顔絵        | ○              | 飾り切り            | ○              | もしかめ       | ×              | 欠席            | 欠席           |      |
| 5  | 12月2日  | 裁縫(ぞうきん) | ○              | あやとり        | ×              | ガパオライス        | ○              | もしかめ       | ○              | 欠席            | 欠席           |      |
| 6  | 12月16日 | 編物(マフラー) | ○              | デコストーン    | ○              | オムライス          | ○              | 検定7級        | ○              | 花              | ○              |      |

### 2016年
| 回       | 放送日   | ミッション            | ミッション     | ミッション           | ミッション     | ミッション            | ミッション | ミッション         | ミッション | ミッション       | ミッション | 備考                                                              |
| 回       | 放送日   | 荻野可鈴              | 荻野可鈴       | 山田朱莉             | 山田朱莉       | 志田友美              | 志田友美   | 小林れい           | 小林れい   | 京佳             | 京佳       | 備考                                                              |
| -------- | -------- | --------------------- | -------------- | -------------------- | -------------- | --------------------- | ---------- | ------------------ | ---------- | ---------------- | ---------- | ----------------------------------------------------------------- |
| 7        | 1月13日  | 編物 (ヘアバンド)     | ○              | コマまわし           | ○              | 雑煮                  | ○          | 検定5級            | ×          | ハートと 2羽の鳥 | ○          |                                                                   |
| 8        | 1月27日  | ネイルアート          | ○              | M&M 早食い           | ×              | 欠席                  | 欠席       | 検定4級            | ×          | クマ             | ○          |                                                                   |
| 9        | 2月10日  | おしぼりアート        | ○              | 手話 自己紹介        | ○              | ギョウザ              | ○          | ふりけん           | ○          | うさぎ           | ○          |                                                                   |
| 10       | 2月24日  | おしぼりアート        | ○              | 手話 メンバー紹介    | ○              | 豚キムチ丼            | ○          | 日本一周           | ○          | カメ             | ○          |                                                                   |
| 11       | 3月23日  | 自作ポエム            | ×              | 手話 自己PR          | ○              | チキン南蛮            | ○          | 検定3級 (練習)     | △          | プードル 白鳥    | ○          |                                                                   |
| 12       | 4月6日   | 自作ポエム (桜)       | ○              | 手話5級              | ×              | キムチチャーハン      | ○          | 検定3級 (認定試験) | ×          | ライオン         | ○          |                                                                   |
| 13       | 4月20日  | 自作ポエム (胸キュン) | ○              | 手話5級              | ○              | 欠席                  | 欠席       | 検定3級 (練習)     | ×          | カニ             | ○          |                                                                   |
| 14       | 5月18日  | 詩の朗読              | ○              | 欠席                 | 欠席           | チーズと大葉の 肉巻き | ○          | 検定3級 (練習)     | ○          | 花               | ○          |                                                                   |
| 15       | 6月1日   | 紙芝居の朗読 (桃太郎) | ○              | 手話5級 は・ま行     | ○              | 野菜と豚肉の みそ丼   | ○          | 検定3級 (認定試験) | ◎          | ヘアバンド       | ○          |                                                                   |
| 16       | 6月29日  | 紙芝居の朗読 (桃太郎) | ○              | 手話5級 や・ら・わ行 | ×              | 冷やし サラダうどん   | ○          | 世界一周           | ×          | 剣               | ○          |                                                                   |
| 17       | 7月13日  | ニュース読み          | ○              | 手話5級 や・ら・わ行 | ○              | ドライカレー          | ○          | 検定2級 (練習)     | ○          | 金魚             | ○          |                                                                   |
| 18       | 7月27日  | ミッションなし        | ミッションなし | ミッションなし       | ミッションなし | 欠席                  | 欠席       | 欠席               | 欠席       | 欠席             | 欠席       | シングル「Love for You」に関して しずるが荻野、山田にインタビュー |
| 19       | 8月10日  | 腹話術                | ○              | 手話5級 おさらい     | ×              | 欠席                  | 欠席       | 検定2級 (練習)     | ×          | かぼちゃ         | ×          |                                                                   |
| 20       | 8月24日  | 説明書クイズ を出題   | ○              | 手話5級 おさらい     | ○              | ぶりの照り焼き        | ○          | 検定2級 (認定試験) | ◎          | 欠席             | 欠席       |                                                                   |
| 通算成績 | 通算成績 | 15勝2敗               | 15勝2敗        | 10勝7敗              | 10勝7敗        | 14勝1敗               | 14勝1敗    | 10勝7敗1分         | 10勝7敗1分 | 14勝1敗          | 14勝1敗    |                                                                   |